# Jaime Roldós
Pour les articles homonymes, voir Aguilera.
Jaime Roldós Aguilera, né le 5 novembre 1940 à Guayaquil (Équateur) et mort le 24 mai 1981 dans le canton de Celica (Équateur), est un homme d'État équatorien,  président de l'Équateur de 1979 à 1981. Il est la première personne élue démocratiquement à cette fonction. 
Sa mort est sujette à discussion, une théorie propose que l'accident d'avion qui le tua ne soit en fait qu'un assassinat orchestré par les États-Unis, tout comme le crash qui tua, deux mois plus tard, le président du Panama, Omar Torrijos. Ceci fut dénoncé dans le livre Les Confessions d'un assassin financier, de John Perkins, publié en 2004.

## Biographie
Né à Guayaquil, il est diplômé de la meilleure école de cette ville, le collège national Vicente Rocafuerte (es).
En 1962, il épouse Martha Bucaram (en), la nièce d'Assad Bucaram, le leader de la Concentration des forces populaires (en) (CFP), un parti populiste de centre gauche.
Roldós est un réformateur, et sa politique à l'égard des compagnies pétrolières américaines lui attire nombre d'ennemis en particulier en 1981, où il présente au congrès équatorien sa nouvelle loi sur les hydrocarbures. Roldós et sa femme fondent le Parti Peuple, changement et démocratie (es). Il est président de l'Équateur de 1979 à 1981, pendant un bref affrontement militaire qui oppose son pays au Pérou en 1981. Il meurt dans le crash d'un avion, en 1981, près de la frontière péruvienne, avec huit autres passagers.

### Mort suspecte
Selon l'auteur américain John Perkins dans son livre Les Confessions d'un assassin financier, la mort de Roldós serait en fait un assassinat commandité par la Central Intelligence Agency des États-Unis pour son refus de l'offre internationale pour l'exploitation pétrolière, et la signature d'un protocole humanitaire entre la Colombie, le Pérou et l'Équateur, ce qui a été considéré par le président américain Ronald Reagan comme une tendance vers l'implémentation soviétique[réf. nécessaire]. Dans la jungle amazonienne de l'Équateur près de Loja, les habitants ont confirmé avoir vu tomber une boule de feu du ciel, qui leur a permis de localiser le site du crash. Roldós aurait été assassiné dans le but de servir les intérêts américains dans la prospection pétrolière en Équateur. 
Roldós meurt deux mois avant le président panaméen Omar Torrijos également mort dans le crash d'un avion, dans des circonstances similaires. D'autres Équatoriens[évasif] croient que Roldós a été tué par le gouvernement péruvien.
Son successeur Osvaldo Hurtado lui succède et adopte une ligne politique conciliante avec les compagnies pétrolières et avec les États-Unis. Son cousin par alliance Abdalá Bucaram est élu (en) président de la république de l’Équateur, en mai 1996. 
Un film documentaire sur sa courte vie a été réalisé en 2013 : La muerte de Jaime Roldós  par Lisandra I. Rivera et Manolo Sarmiento.